# Passe de Shanhai
La passe de Shanhai (chinois simplifié : 山海关 ; chinois traditionnel : 山海關 ; pinyin : Shānhǎi Guān ; Wade : Shan Hai Kuan ; cantonais Jyutping : saan¹ hoi² gwaan¹ ; litt. « col de la montagne et la mer » ; mandchou : ᡧᠠᠨᠠᡥᠠ
ᡶᡠᡵᡩᠠᠨ ; translit. Möllendorff : šanaha furdan ; Tranlit. Taiqing : xanaha furdan) ; est l'un des principaux passages de la Grande Muraille de Chine. Il est situé dans le district de Shanhaiguan, Qinhuangdao, province du Hebei. En 1961, il a été choisi comme site national majeur de Chine et il est également classé à l'UNESCO dans la liste du patrimoine mondial au sein de l'ensemble de la muraille de Chine. C’est une destination touristique prisée, située à l'extrémité est de la Grande Muraille de la Dynastie Ming. Le lieu où le mur rencontre la mer de Bohai est surnommé « la vieille tête de dragon » Laolongtou (老龙头 / 老龍頭). La passe se trouve à près de 300 km à l'est de Pékin et est reliée à la capitale par la voie rapide Jingshen Expressway qui continue au nord-est jusqu'à Shenyang.
Tout au long de l'histoire de la Chine, la passe a servi d'avant-poste de défense en première ligne contre les différents peuples de la Mandchourie, notamment les Khitans, les Jürchen et les Mandchous.

## Histoire

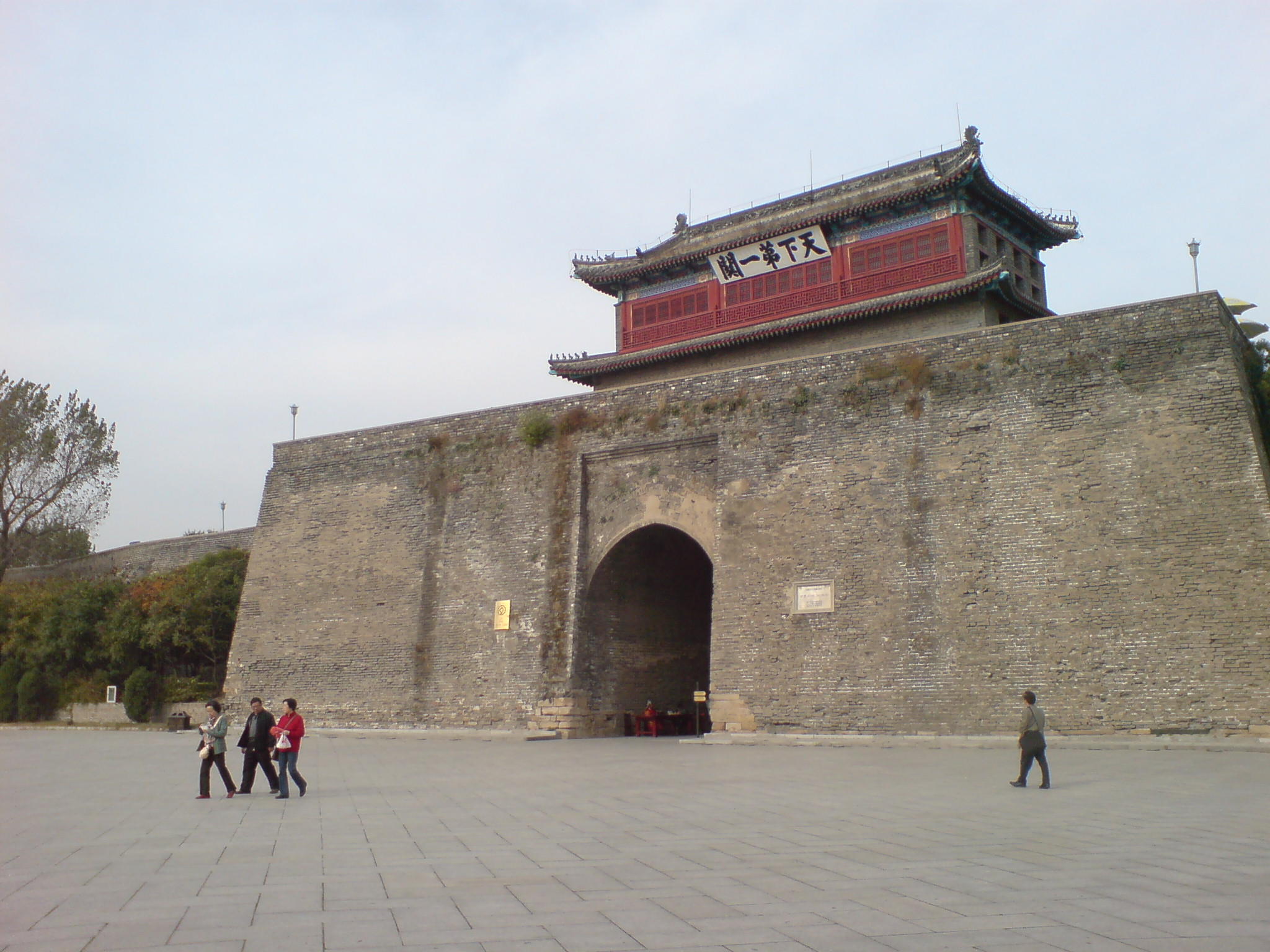
La plaque « Premier passage sous le ciel » apposée sur la porte principale de Shanhaiguan

Situé au sud des monts Yan et au nord de la mer de Bohai, la passe a gardé pendant des siècles le passage étroit existant entre le nord-est et le centre-est de la Chine. C'est à cet endroit que la dynastie Qi du Nord et la dynastie Tang ont construit des passages fortifiés. En 1381, le général Ming Xu Da construisit le passage actuel, appelé Shanhaiguan (littéralement « col de la montagne à mer ») en raison de sa position entre mer et montagne. À la fin du XVIe siècle, le général Ming Qi Jiguang commença la fortification et la construction d'une ville militaire autour de la passe, édifiant des villes et des forts à l'est, au sud et au nord ; ce qui en fit l'un des passages les plus puissamment fortifiés de Chine. C'est aujourd'hui l'un des passages les mieux conservés de la Grande Muraille.

### Bataille de la passe de Shanhai
En 1644, Li Zicheng conduisit une armée rebelle jusqu'à Pékin, la capitale de la dynastie Ming, marquant la fin officielle de ladite dynastie. Après avoir occupé la capitale, Li a tenté d'obtenir le soutien du général Wu Sangui, le commandant de la puissante garnison de Ningyuan, située au nord de la Grande Muraille et fidèle soutien des Ming. Au lieu de se soumettre à Li, Wu a contacté la dynastie Mandchoue des Qing, leur suggérant de combiner leurs forces pour chasser les rebelles de la capitale. Refusant l'alliance, Dorgon, le régent des Qing, dirigea son armée vers la passe de Shanhai pour recevoir la reddition de Wu. Ensemble, Wu et les Mandchous ont vaincu l'armée de Li Zicheng près de la passe, et Li a été forcée d'abandonner la capitale. La victoire des Qing a permis à leur armée d'entrer à Pékin sans rencontrer opposition et leur a permis de devenir la puissance dominante en Chine.

### Histoire récente

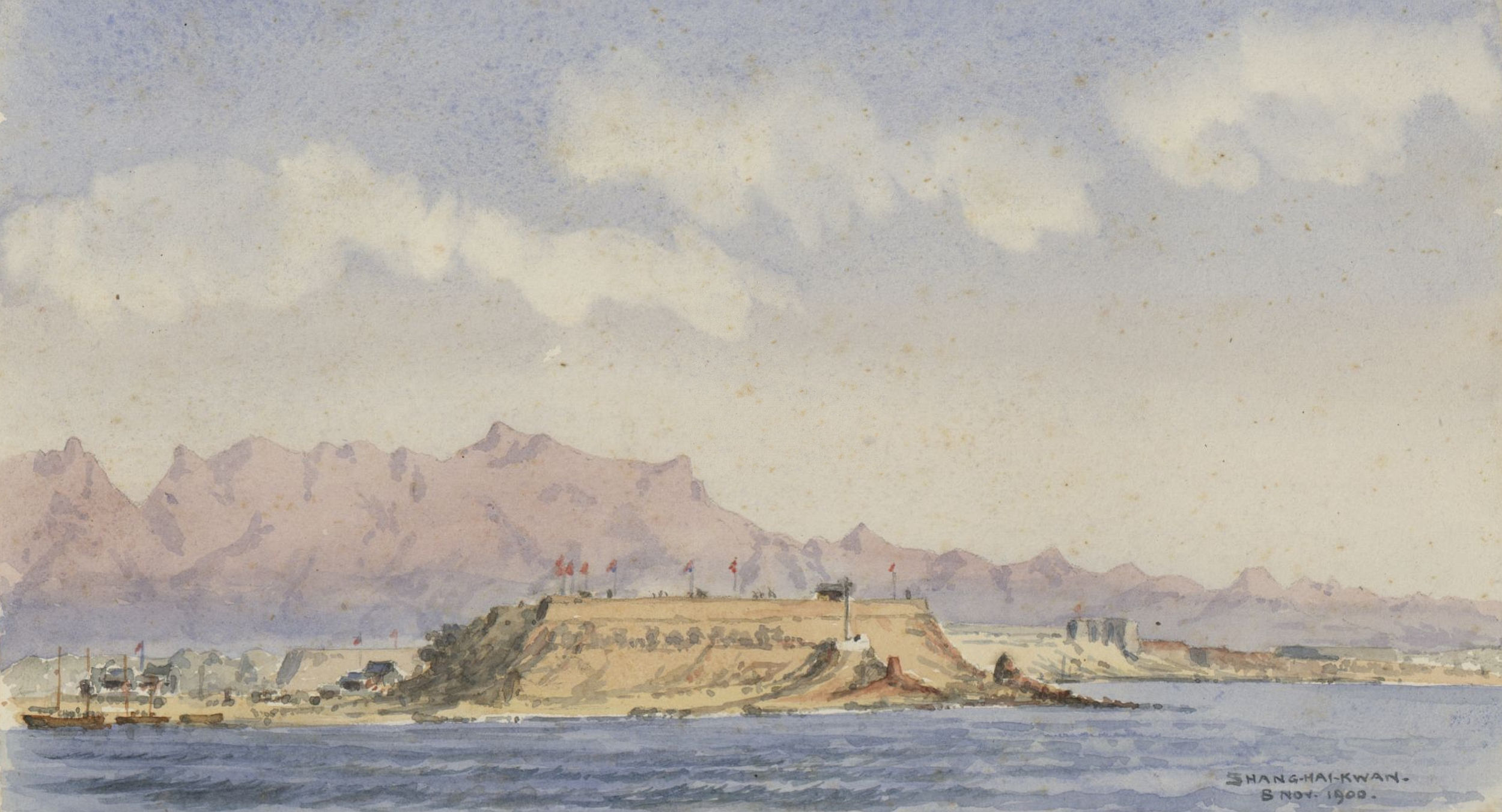
Shanhaiguan, peint par un voyageur de passage en 1900

Sous la dynastie Qing, la passe de Shanhai, situé entre Shenyang et Pékin, était appelé « la clé des capitales ». Pendant la période républicaine, ainsi que pendant l'Alliance des huit nations et la Seconde Guerre mondiale, la passe a été témoin de nombreux conflits.
L'Encyclopædia Britannica de 1911 notait :

« SHANHAI-KWAN, une ville de garnison à l'extrême est de la province de Chih-li, en Chine. Pop. environ 30 000. Elle est située au point où la chaîne de collines qui porte la Grande Muraille de Chine plonge jusqu'à la mer, laissant un passage ou un passage limité entre la Chine et la Mandchourie. Il s’agit donc d’une importante station militaire et de la voie de communication entre la Mandchourie et la grande plaine chinoise. Chemin de fer impérial du nord de Tientsin et Taku, 174 m. du premier, traverse la passe et longe la rive du golfe de Liao-tung jusqu'au port de Niu-chwang, qui est relié aux chemins de fer menant de Port Arthur à la ligne principale de Sibérie. La passe constituait la limite sud de la sphère d’influence russe, telle que définie dans la convention entre la Grande-Bretagne et la Russie du 28 avril 1899. »

En juillet 1900, 15 000 soldats japonais débarquèrent à la passe de Shanhai, avant de marcher sur Pékin pour lever le siège des légations étrangères par les Boxers. Un bombardement de la région avant le débarquement était inutile car peu de troupes chinoises étaient présentes. Les relations entre les alliés ont été durement affectées par un affrontement entre des soldats ivres des troupes japonaises et françaises à la passe de Shanhai. Au cours des combats, trois soldats français et sept soldats japonais ont été tués, cinq Français et douze Japonais ont été blessés.
En novembre 1945, l'Armée populaire de libération du Nord-Est (APL) tenta de tenir Shanhaiguan contre les forces du Kuomintang qui attaquaient depuis le sud. Ils cherchaient à empêcher Chiang Kai-shek de pénétrer en Mandchourie. Les forces de l'APL, composées de 10 000 hommes, étaient sous-équipées et en nombre insuffisant pour défendre leur position et se sont retirées à Siping.

## Structure

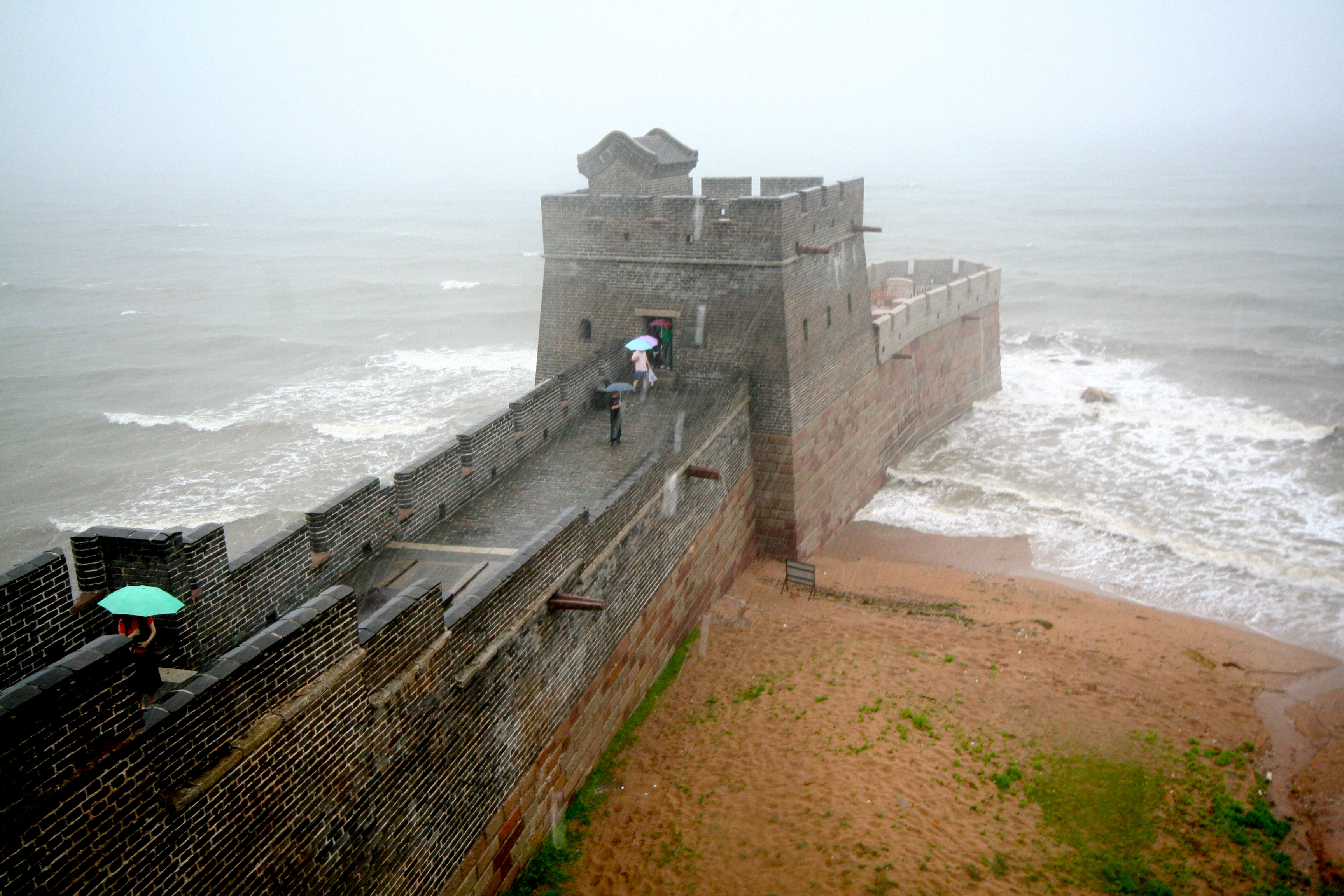
La passe de Shanhai est l'endroit où la grande muraille de Chine rencontre l'océan (au niveau de la mer de Bohai).

La passe de Shanhai est construite comme un carré, avec un périmètre d’environ 4 km. Les murs atteignent une hauteur de 14 m et mesurent 7 m d'épaisseur. Les côtés est, sud et nord sont entourés d'un large et profond fossé traversé par des ponts-levis. Au milieu de la passe se trouve un grand clocher.
Les quatre côtés de la passe de Shanhai possédaient autrefois une porte ou mén (門), avec la porte Zhèndōng (鎮東門) à l'est, la porte Yíng'ēn (迎恩門) à l'ouest, la porte Wàngyáng (望洋門) au sud et la porte Wēiyuǎn (威遠門) au nord. En raison du manque de réparations et d’entretien, les portes ont disparu au fil des siècles et seule la porte Zhèndōng existe toujours. C'était la porte la plus importante du dispositif, en raison de sa position, qui fait face à l'extérieur de la passe en direction de Beijing.